# CA Güemes
Club Atlético Güemes – argentyński klub piłkarski z siedzibą w mieście Santiago del Estero, stolicy prowincji Santiago del Estero.

## Osiągnięcia
- Mistrz Liga Santiagueña de Fútbol (5): 1979, 1985, 1987, 1996 Clausura, 2000

## Historia
Klub założony został 12 października 1932 roku i gra obecnie w prowincjonalnej lidze Liga Santiagueña de Fútbol.